# NGC 7749
NGC 7749 (również PGC 72338) – galaktyka soczewkowata (S0), znajdująca się w gwiazdozbiorze Rzeźbiarza. Odkrył ją John Herschel 27 września 1834 roku. Jest to galaktyka z aktywnym jądrem.